# 18a Divisió (Exèrcit Popular de la República)
La 18a Divisió va ser una de les divisions de l'Exèrcit Popular de la República que es van organitzar durant la Guerra Civil espanyola sobre la base de les Brigades Mixtes. Va estar desplegada en el front de Madrid.

## Historial
La unitat va ser creada el 27 de març de 1937 en el sector de Madrid. Cobria el front que anava des de Las Rozas de Madrid fins a la unió dels rius Jarama i Manzanares. La divisió va quedar sota el comandament del comandant d'infanteria Manuel Márquez Sánchez de Movellán. La unitat, inicialment adscrita al II Cos d'Exèrcit, a partir d'abril de 1938 va passar a la jurisdicció del III Cos.
Durant la major part de la contesa la unitat no va participar en operacions militars de rellevància.

## Comandaments
Comandants
- comandant d'infanteria Manuel Márquez Sánchez de Movellán;[2]
- comandant d'Infanteria Miguel González Pérez-Caballero;[3]
- tinent coronel d'artilleria Victoriano Fontela González;

Comissaris
- Antonio Masía Lázaro, del PSOE;[4]
- Antonio Romero Cebrián;

## Ordre de batalla
| Data               | Cos d'Exèrcit adscrit | Brigades Mixtes integrades | Front de batalla |
| ------------------ | --------------------- | -------------------------- | ---------------- |
| Abril de 1937      | II Cos d'Exèrcit      | 19a, 8a, 7a i 21a          | Centre           |
| Maig de 1937       | II Cos d'Exèrcit      | 8a, 19a i 21a              | Centre           |
| Desembre de 1937   | II Cos d'Exèrcit      | 8a, 19a i 150a             | Centre           |
| 30 d'abril de 1938 | III Cos d'Exèrcit     | 5a, 8a i 150a              | Centre           |
| Novembre de 1938   | III Cos d'Exèrcit     | 8a i 150a                  | Centre           |
| Març de 1939       | III Cos d'Exèrcit     | 8a i 17a                   | Centre           |